# 이기혁 (축구 선수)
이기혁(한국 한자: 李期奕, 2000년 7월 7일 ~ )은 대한민국의 축구 선수로 포지션은 미드필더이며 현재 강원 FC에서 활약하고 있다.

## 클럽 경력
2021 시즌을 앞두고 K리그1 승격팀인 수원 FC에 전격 입단하며 프로에 본격적으로 뛰어들었고 2021년 2월 27일 대구 FC와의 2021년 K리그1 개막전 경기에서 프로 무대 데뷔전을 치렀으며 해당 시즌 리그 15경기를 포함해 총 16경기를 소화했다.

## 국가대표팀 경력
2021년 9월 24일 대한민국 U-23 대표팀의 2022년 AFC U-23 아시안컵 예선 대비 소집 훈련 명단에 이름을 올렸다.
그리고 2022년 EAFF E-1 풋볼 챔피언십 개막을 앞둔 2022년 7월 11일 파울루 벤투 감독이 이끄는 대한민국 A대표팀 출전 명단에 처음으로 이름을 올린 후 홍콩과의 2차전에서 국제 A매치 데뷔전을 치르며 팀의 3-0 완승에 일조했으나팀은 최종전에서 일본에 0-3으로 완패하며 아쉽게 동아시안컵 4연패 달성에 실패했다.

## 수상

### 국가대표팀
대한민국
- EAFF E-1 풋볼 챔피언십 : 준우승 (2022)